# 孩儿巷站
孩儿巷站是南通轨道交通1号线的地铁车站，位于中华人民共和国江苏省南通市崇川区人民西路、孩儿巷北路、孩儿巷南路交叉口地下，于2022年11月10日开通。

## 车站结构
孩儿巷站沿人民西路设置，呈东西走向，为地下二层岛式站台车站。车站地下一层为站厅层，地下二层为站台层。车站东侧设置一条存车线。
| 地面              | 出入口 | 1A、1B、2-5出入口                                                                                   |
| 地下一层          | 站厅   | 客服中心、自动售票机、验票机                                                                        |
| 地下二层          | 站台层 | \| \| \| 1号线往平潮（茶庵殿） \| \| 島式 · 開左邊车门 \| \| \| \| \| \| 1号线往振兴路（和平桥） \| |
|                   |        | 1号线往平潮（茶庵殿）                                                                               |
| 島式 · 開左邊车门 |        | |
|                   |        | 1号线往振兴路（和平桥）                                                                             |

## 车站出口
孩儿巷站共设6个出口，各出口及周围设施如下所示：
| 编号                    | 周边信息                                   | 照片   | 无障碍设施 |
| ----------------------- | ------------------------------------------ | ------ | ---------- |
| 1 · A · 出口            | 人民中路、孩儿巷北路、南通市中医院         | 1A号口 | 不適用     |
| 1 · B · 出口 · （设有） | 孩儿巷北路、南通市中医院                   |        |            |
| 2 · 出口                | 人民西路（东北）、孩儿巷北路、南通第一中学 |        | 不適用     |
| 3 · 出口                | 人民西路（西北）、南通第一中学             |        | 不適用     |
| 4 · 出口                | 人民西路（西南）                           |        | 不適用     |
| 5 · 出口                | 人民西路（东南）、孩儿巷南路               |        | 不適用     |
| 图例： 设有             |                                            |        |            |

## 历史
2018年3月24日，市委书记陆志鹏在轨交1号线孩儿巷站现场办公。据报道，孩儿巷站将于4月中旬具备主体施工条件。
2022年11月10日8时，南通轨道交通1号线正式开通运营。